# یودایاگیری، آندرا پرادش
یودایاگیری، آندرا پرادش (به انگلیسی: Udayagiri, Andhra Pradesh) یک زیستگاه انسانی در هند است که در Sri Potti Sri Ramulu Nellore district واقع شده‌است.

## خصوصیات
یودایاگیری ۲۳۰ متر بالاتر از سطح دریا واقع شده‌است.